# Nejepínský potok
Nejepínský potok je levostranný přítok řeky Doubravy v okrese Havlíčkův Brod v Kraji Vysočina. Délka toku činí 8,0 km. Plocha povodí měří 15,5 km².

## Průběh toku

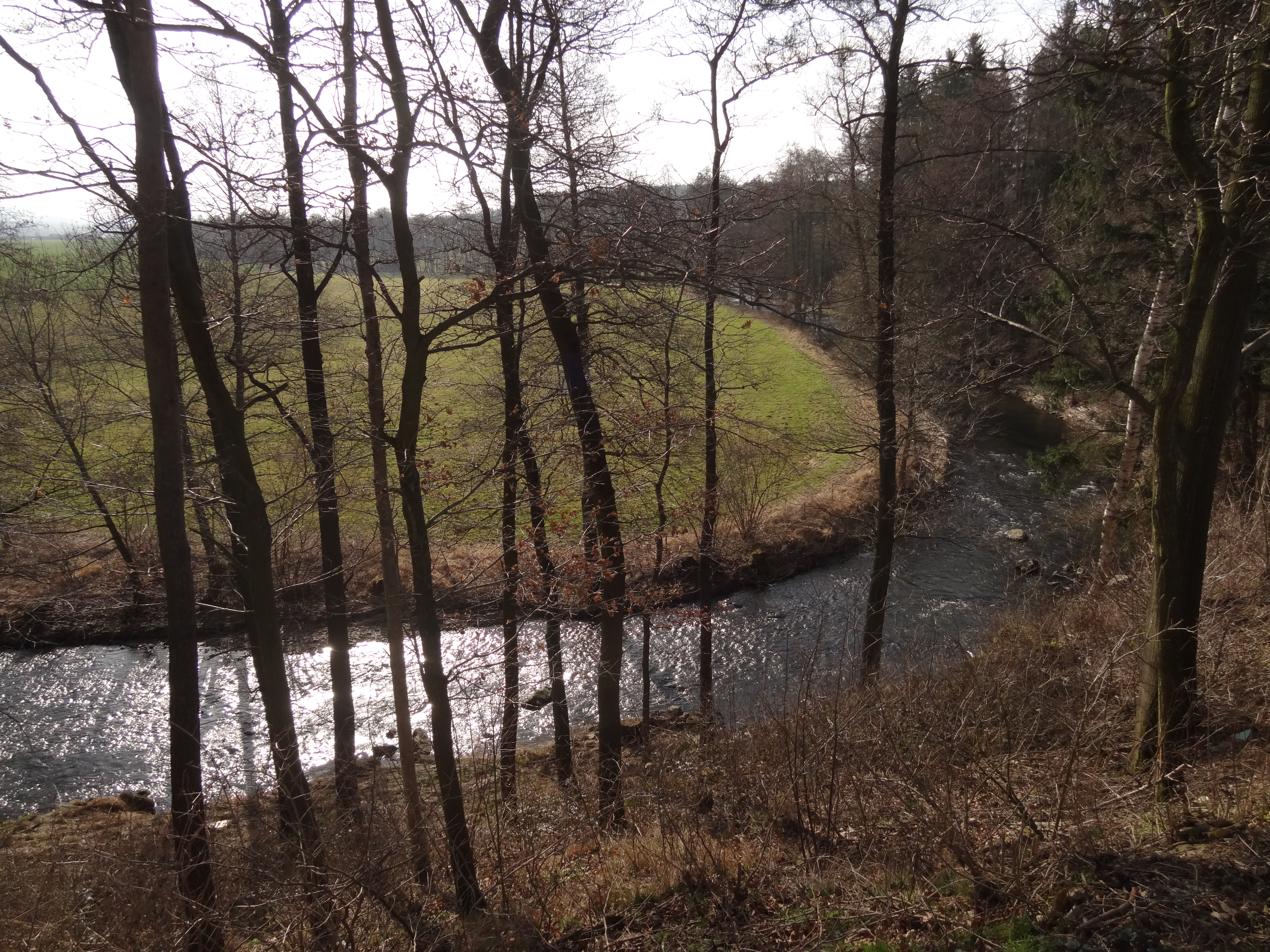
Řeka Doubrava u Vestecké Lhotky (zhruba 49,5 říční km)

Potok pramení severozápadně od Nejepína v nadmořské výšce okolo 520 m. Na horním toku mezi osmým a šestým říčním kilometrem směřuje nejprve na východ. Severně od Nejepína přijímá zprava bezejmenný přítok, na kterém se nachází kaskáda rybníků, které se nazývají Pivovarský rybník, Horní Nejepín, Prostřední Nejepín, Dolní Nejepín a Daňkovský rybník. Níže po proudu, v lesích mezi Nejepínem a Novým Dvorem, se potok obrací na sever a tento směr si již ponechává až ke svému ústí. Na středním toku nedaleko Pukšic přitéká zleva největší přítok Nejepínského potoka, který odvodňuje okolí Uhelné Příbrami. Zhruba mezi třetím a druhým říčním kilometrem přibírá zleva další bezejmennou vodoteč, jejíž povodí se rozprostírá západně od Přísečna. Pod tímto ústím překonává údolí potoka silnice II/345. Severně od Přísečna protéká Nejepínský potok lesem, po jehož opuštění směřuje dále na sever ke svému ústí, které se nachází severozápadně od Vestecké Lhotky. Do řeky Doubravy se vlévá na jejím 48,2 říčním kilometru v nadmořské výšce okolo 360 m.

### Geomorfologické členění
Celé povodí Nejepínského potoka se nachází v severovýchodní části geomorfologického celku Hornosázavská pahorkatina. Horní a střední část toku v jižní polovině povodí odvádí vodu ze severní části Chotěbořské pahorkatiny, která je geomorfologickým okrskem Havlíčkobrodské pahorkatiny. Část středního toku a dolní tok v severní polovině povodí odvodňuje východní část Golčovojeníkovské pahorkatiny, která je geomorfologickým okrskem Kutnohorské plošiny. Nejvyšším bodem celého povodí je kóta Za Stodolami (539 m n. m.), která se nalézá jižně od Nejepína.

### Větší přítoky
Největším přítokem Nejepínského potoka je bezejmenný levostranný přítok na 3,7 říčním kilometru, který přitéká od Uhelné Příbrami. Délka jeho toku činí 3,2 km.